# Modus tollens

En logique propositionnelle, le modus tollens,, (aussi nommé modus tollendo tollens, du Latin : « mode qui, en niant, nie ») est une forme d'argument valide et une règle d'inférence. Celui-ci est une application de la vérité générale selon laquelle, si une proposition est vraie, alors il en est de même pour sa proposition contraposée.
Les premiers à décrire explicitement le modus tollens étaient les stoïciens.
La règle d'inférence modus tollens est l'inférence selon laquelle « P implique Q » et la négation du conséquent Q entraînent la négation de l'antécédent P.
La règle du modus tollens peut être formellement énoncée comme suit :
{\displaystyle {\frac {P\to Q,\neg Q}{\therefore \neg P}}}
où {\displaystyle P\to Q} signifie « P implique Q ». {\displaystyle \neg Q} veut dire « il n'est pas vrai que Q » (souvent abrégé « non Q »). Ainsi, chaque fois que « {\displaystyle P\to Q} » et « {\displaystyle \neg Q} » apparaissent sur la ligne de preuve, alors « {\displaystyle \neg P} » peut être placé sur une ligne subséquente. L'histoire de la règle d'inférence modus tollens remonte à l'antiquité.
Le modus tollens est étroitement lié à la règle du modus ponens. Il existe deux formes similaires, mais invalides, d'argumentation : l'affirmation du conséquent et la négation de l'antécédent.

## Notation formelle
La règle du modus tollens peut être écrite en notation séquent :
{\displaystyle P\to Q,\neg Q\vdash \neg P}
où {\displaystyle \vdash } est un symbole métalogique signifiant que {\displaystyle \neg P} est une conséquence logique de {\displaystyle P\to Q} et {\displaystyle \neg Q} dans certains systèmes logiques ;
ou encore sous forme de tautologie :
{\displaystyle ((P\to Q)\land \neg Q)\to \neg P}
où {\displaystyle P} et {\displaystyle Q} sont des propositions exprimées dans un système formel ;
ou en y comprenant les hypothèses :
{\displaystyle {\frac {\Gamma \vdash P\to Q~~~\Gamma \vdash \neg Q}{\Gamma \vdash \neg P}}}
mais puisque la règle ne change pas l'ensemble des hypothèses, ce n'est pas strictement nécessaire.
Des réécritures plus complexes concernant le modus tollens sont souvent utilisées, par exemple dans la théorie des ensembles :
{\displaystyle P\subseteq Q}
{\displaystyle x\notin Q}
{\displaystyle \therefore x\notin P}
(« P est un sous-ensemble de Q. x n'est pas dans Q. Par conséquent, x n'est pas dans P. »)
Toujours dans la logique des prédicats du premier ordre :
{\displaystyle \forall x:~P(x)\to Q(x)}
{\displaystyle \exists x:~\neg Q(x)}
{\displaystyle \therefore \exists x:~\neg P(x)}
(« Pour tout x, si x est P alors x est Q. Il existe un x qui n'est pas Q. Par conséquent, il existe un x qui n'est pas P. »)
Strictement parlant ce ne sont pas des exemples du modus tollens, mais ils peuvent être dérivés de celui-ci en utilisant quelques étapes supplémentaires.

## Explication
L'argument a deux prémisses. La première prémisse est une instruction conditionnelle (noté « si-alors »), par exemple, si P alors Q. La deuxième prémisse déclare que ce n'est pas le cas pour Q. À partir de ces deux prémisses, on peut logiquement conclure que ce n'est pas le cas non plus pour P.
Prenons un exemple :
Si le chien de garde détecte un intrus, le chien de garde aboie.
Le chien de garde n'a pas aboyé.
Par conséquent, aucun intrus n’a été détecté par le chien de garde.
En supposant que les prémisses sont vraies, il en résulte qu'aucun intrus n'a été détecté. Ceci est un argument valide, car il est impossible que la conclusion soit fausse, les prémisses étant vraies. Il est concevable qu'il y ait eu un intrus que le chien n'a pas détecté, mais cela ne remet pas en cause l'argument.

## Relation vis-à-vis dumodus ponens
Chaque utilisation du modus tollens peut être convertie en une utilisation du modus ponens et une utilisation de la transposition à la prémisse qui est une implication. Par exemple :
Si P, alors Q. (prémisse – implication matérielle)
Si non Q, alors non P. (dérivé de la transposition)
Non Q. (prémisse)
Par conséquent, non P. (dérivé du modus ponens)
De même, chaque utilisation du modus ponens peut être convertie en une utilisation du modus tollens.

## Justification par la table de vérité
La validité du modus tollens peut être facilement démontrée grâce à une table de vérité.
| p | q | p → q |
| - | - | ----- |
| V | V | V     |
| V | F | F     |
| F | V | V     |
| F | F | V     |

Dans les cas d'application du modus tollens, p → q est vraie et q est faux. Il n'y a que la quatrième ligne de la table de vérité qui satisfait ces deux conditions, elle correspond à ce que p soit faux. Ainsi, dans toutes les réalisations où les prémisses du modus tollens sont vraies, sa conclusion l'est aussi. La forme de raisonnement du modus tollens est donc valide.

## Preuve formelle

### Viamodus ponens
| Étapes | Proposition                    | Dérivation                        |
| ------ | ------------------------------ | --------------------------------- |
| 1      | {\displaystyle P\rightarrow Q} | Donnée                            |
| 2      | {\displaystyle \neg Q}         | Donnée                            |
| 3      | {\displaystyle P}              | Hypothèse                         |
| 4      | {\displaystyle Q}              | Modus ponens (1,3)                |
| 5      | Faux ({\displaystyle \bot })   | Élimination de la négation (2,4)  |
| 6      | {\displaystyle \neg P}         | Introduction de la négation (3,5) |

### Via syllogisme disjonctif
| Étapes | Proposition                    | Dérivation                  |
| ------ | ------------------------------ | --------------------------- |
| 1      | {\displaystyle P\rightarrow Q} | Donnée                      |
| 2      | {\displaystyle \neg Q}         | Donnée                      |
| 3      | {\displaystyle \neg P\lor Q}   | Implication (1)             |
| 4      | {\displaystyle \neg P}         | Syllogisme disjonctif (2,3) |

### Via contraposition
| Étapes | Proposition                              | Dérivation         |
| ------ | ---------------------------------------- | ------------------ |
| 1      | {\displaystyle P\rightarrow Q}           | Donnée             |
| 2      | {\displaystyle \neg Q}                   | Donnée             |
| 3      | {\displaystyle \neg Q\rightarrow \neg P} | Contraposition (1) |
| 4      | {\displaystyle \neg P}                   | Modus ponens (2,3) |